# 小郡駐屯地
小郡駐屯地（おごおりちゅうとんち、JGSDF Camp Ogori）とは、福岡県小郡市小郡2277に所在し、第5施設団等が駐屯する陸上自衛隊の駐屯地である。

## 概要
小郡駐屯地は、1953年（昭和28年）12月10日小郡村（当時）の熱心な誘致活動により、鹿屋駐屯地から独立第535施設大隊が移駐し、保安隊小郡駐とん地として開設した。
駐屯地司令は、第5施設団長が兼務。

## 沿革
保安隊小郡駐屯地
- 1953年（昭和28年）12月10日：独立第535施設大隊が鹿屋駐屯地から移駐し[1]、保安隊小郡駐とん地として開設[2]。
- 1954年（昭和29年）1月25日：自動車教習所開設。

陸上自衛隊小郡駐屯地
- 1954年（昭和29年）
  - 7月1日：陸上自衛隊へ移管[3]。独立第535施設大隊を第106施設大隊へ称号変更。
  - 9月25日：第2施設群（群本部、本部中隊、第106施設大隊）を編成。
- 1956年（昭和31年）
  - 1月25日：第108施設大隊が編成され、第2施設群隷下に編入。
  - 4月1日：第108施設大隊が小倉駐屯地へ移駐。
- 1961年（昭和36年）8月17日：第5施設団編成完結。地区施設隊及び施設野整備隊を第5施設団に編合。
- 1964年（昭和39年）
  - 3月26日：第317施設野整備隊が健軍駐屯地から移駐。
  - 8月12日：第3施設団第302架橋中隊が南恵庭駐屯地から移駐し、第5施設団隷下に編合（後の第103施設器材隊の母体）。
- 1966年（昭和41年）
  - 2月21日：第2施設群本部が飯塚駐屯地に移駐。
  - 4月1日：第5施設団音楽隊が発足。
- 1973年（昭和48年）
  - 7月31日：第302架橋中隊を廃止。
  - 8月1日：

  1. 第106施設大隊を基幹として第9施設群（群本部、本部中隊、第323～325施設中隊、第305ダンプ車両中隊、第303施設器材中隊）が新編。
  2. 第103施設器材隊を新編。
- 1976年（昭和51年）3月25日：第317施設野整備隊を廃止。
- 1981年（昭和56年）3月25日：第305ダンプ車両中隊を第5施設団直轄部隊に新編。
- 1989年（平成元年）3月24日：第103施設器材隊に整備中隊を新編。
- 2000年（平成12年）3月28日：第103施設器材隊整備中隊を廃止し、特殊器材中隊を編成。
- 2005年（平成17年）
  - 3月27日：第323～第325、第345施設中隊、第303施設器材中隊を廃止。
  - 3月28日：第9施設群を改編し、機能別中隊の第373～第376施設中隊を新編。
- 2008年（平成20年）3月26日：第4施設群第303水際障害中隊が宇都宮駐屯地から移駐し、第9施設群隷下に編入。
- 2013年（平成25年）3月26日：第9施設群の改編。

1. 第303水際障害中隊を第5施設団直轄部隊に編成替え。
2. 第373施設中隊および第374施設中隊を廃止・改編し、第391施設中隊を新編。

## 駐屯部隊

### 西部方面隊隷下部隊
- 第5施設団
  - 第5施設団本部
  - 第5施設団本部付隊
  - 第9施設群
    - 第9施設群本部
    - 本部管理中隊
    - 第375施設中隊
    - 第391施設中隊

  - 第103施設器材隊
  - 第303水際障害中隊
  - 第305ダンプ車両中隊
- 西部方面後方支援隊
  - 第103施設直接支援大隊
    - 第103施設直接支援大隊本部
    - 第103施設直接支援大隊本部付隊
    - 整備隊：第5施設団を支援
    - 第2直接支援中隊：第9施設群を支援
- 西部方面会計隊
  - 第361会計隊
- 西部方面システム通信群
  - 第102基地システム通信大隊
    - 第321基地通信中隊
      - 小郡派遣隊
- 小郡駐屯地業務隊

### 防衛大臣直轄部隊
- 警務隊
  - 西部方面警務隊
    - 第134地区警務隊
      - 小郡派遣隊

## 広報施設
- 広報館

## 最寄の幹線交通
- 高速道路：九州自動車道鳥栖IC、大分自動車道筑後小郡IC
- 一般道：国道3号、国道34号、国道500号、国道322号、福岡県道88号久留米小郡線、福岡県道・佐賀県道131号小郡基山線、佐賀県道・福岡県道14号鳥栖朝倉線、福岡県道・佐賀県道17号久留米基山筑紫野線、福岡県道31号福岡筑紫野線、福岡県道53号久留米筑紫野線
- 鉄道：JR九州鹿児島本線基山駅、西日本鉄道天神大牟田線西鉄小郡駅、甘木鉄道甘木線小郡駅
- 港湾：博多港（特定重要港湾）、三池港（重要港湾）
- 飛行場：福岡空港（第二種空港）、佐賀空港（第三種空港）

## 重要施設
- 中央変電所（超高圧変電所）（朝倉郡筑前町）
- 熊本幹線（中央変電所から熊本変電所までの亘長81.29 km[4]の、50万Vの送電線路）
- 佐賀幹線（西九州変電所から中央変電所までの亘長72.81 km[4]の、50万Vの送電線路）
- 脊振幹線（中央変電所から脊振変電所までの亘長30.77 km[4]の、50万Vの送電線路）
- 豊前西幹線（中央変電所から豊前変電所までの亘長42.06 km[4]の、50万Vの送電線路）
- 西日本鉄道 筑紫車庫・筑紫工場（西鉄最大の車両基地・車両工場）（筑紫野市）
- 鳥栖貨物ターミナル駅（九州地方の最重要物流拠点の１つ）(佐賀県鳥栖市・福岡県小郡市・福岡県久留米市)
- 鳥栖流通業務団地（九州地方の最重要物流拠点の1つ）
- 鳥栖ジャンクション（九州の最重要交通拠点の１つ）
- 航空自衛隊背振山分屯基地（レーダーサイト）